# Simon Simonsen (maler)
 Der er flere personer med dette navn, se Simon Simonsen.
Simon Ludvig Ditlev Simonsen (19. januar 1841 i München – 26. februar 1928 i København) var en dansk dyremaler.
Simonsen er søn af maler Niels Simonsen. Med sine forældre kom han til København i en alder af fire år; efter sin konfirmation blev han, der allerede som dreng havde tegnet meget under sin faders vejledning, elev af Kunstakademiet, som han gennemgik 1855-60. Allerede i 1859 havde han imidlertid sin debut på Charlottenborg og havde den for en akademielev ingenlunde almindelige lykke, at hans arbejde, En Ko, halv naturlig Størrelse, blev lønnet med den Neuhausenske Præmie. På den nærmest påfølgende udstilling blev hans Ildebrand paa Landet solgt til Kunstforeningens bortlodning, og i 1861 vandt han for anden gang den Neuhausenske Præmie for En Hingst fra Frederiksborg Stutteri; tredje gang tilkendtes samme præmie ham i 1867 for Heste uden for en Landsbysmedje. I 1867-69 rejste Simonsen med Kunstakademiets stipendium i udlandet og opholdt sig først i Frankrig, derpå i Italien; flere gange senere studerede han i Italien, således i 1881, da Det anckerske Legat var blevet ham tilstået. 9. juli 1874 ægtede han Regisse Christine Marie Svendsen (f. 1846), datter af hofslagtermester Niels Svendsen og Johanne Marie født Scheibel. Simonsen ynder at fremstille dyrene i mere eller mindre bevæget situation og lægger i almindelighed megen vægt på billedets indhold eller fortælling, på sammenspillet mellem de forskellige dyr eller imellem disse og mennesket; i arbejder som En ny Kammerat; Hundene betragte den ny Kammerat med forskellige Følelser, men holdes i Tømme ved Skovriderens Nærværelse (1879) viser sig hans stærke stræben efter at give hvert enkelt dyr individualitet, i andre som Hundene komme med Mikkel (1887) den evne til at udtrykke livfuld bevægelse, der hører til den meget populære malers bedste egenskaber.